# Ананиев (село)
Вижте пояснителната страница за други значения на Ананиев.
Ананив (на украински: Ананьїв) е село в Южна Украйна, Подилски район на Одеска област. Основано е през 1753 година. Населението му е около 4786 души.